# Feiertage in Russland
Es gibt mehrere gesetzliche Feiertage in Russland und zudem einige religiöse Feiertage oder Ehren- und Gedenktage.

## Gesetzliche, arbeitsfreie Feiertage
Wenn der gesetzliche Feiertag auf einen Samstag oder Sonntag fällt, wird er gemäß der russischen Gesetzgebung am darauffolgenden Arbeitstag nachgeholt.
Die Regierung kann einzelne Arbeitstage auf an sich arbeitsfreie Samstage und Sonntage verlegen, um in der vorangehenden oder folgenden Woche eine Kette von ununterbrochenen arbeitsfreien Tagen zu erreichen. Ebenso können Tage außer der Reihe zu arbeitsfreien Tagen erklärt werden. So war zum Beispiel der 28. April 2007 (Samstag) ein Arbeitstag, dafür war der 30. April 2007 (Montag) arbeitsfrei. Damit ergaben sich drei arbeitsfreie Tage nacheinander: vom 29. April bis zum 1. Mai.
- 1., 2., 3., 4., 5. Januar – Neujahrs-Ferien (russisch новогодние каникулы/ nowogodnije kanikuly)
- 7. Januar – Russisch-Orthodoxes Weihnachtsfest (russ. Рождество Христово/ Roschdestwo Christowo)
- 23. Februar – Tag des Verteidigers des Vaterlandes (russ. День защитника Отечества/ Den saschtschitnika Otetschestwa)
- 8. März – Internationaler Frauentag (russ. Международный женский день/ Meschdunarodny schenski den)
- 1. Mai – Tag des Frühlings und der Arbeit (russ. Праздник Весны и Труда/ Prasdnik Wesny i Truda)
- 9. Mai – Tag des Sieges (9. Mai 1945 Inkrafttreten der bedingungslosen Kapitulation der Wehrmacht im Zweiten Weltkrieg) (russ. День Победы/ Den Pobedy)
- 12. Juni – Tag Russlands (russ. День России/ Den Rossii) – Offizieller Nationalfeiertag Russlands
- 4. November – Tag der Einheit des Volkes (Tag der Befreiung Moskaus von den polnischen Besatzern 1612) (russ. День народного единства/ Den narodnowo jedinstwa)

Der 2. Mai, 7. November und 12. Dezember (Tag der Verfassung der Russischen Föderation) sind seit 2005 keine Feiertage mehr. Dafür wurden im Januar drei Feiertage ergänzt sowie der 4. November eingeführt.

## Religiöse Feiertage, Ehren- und Gedenktage
- 1. Januar – Neujahr
- 12. Januar – Tag der Mitarbeiter der Staatsanwaltschaft
- 13. Januar – Tag der Druckindustrie und Neujahr
- 14. Januar – Altes neues Jahr – Die russisch-orthodoxe Kirche feiert Neujahr nach dem Julianischen Kalender.
- 19. Januar – Dreikönigstag
- 21. Januar – Tag der Ingenieurtruppen
- 27. Januar – Tag der Aufhebung der Leningrader Blockade (1944)
- 2. Februar – Tag der Schlacht von Stalingrad (1943)
- 8. Februar – Tag der russischen Wissenschaft
- 10. Februar – Tag der Diplomaten
- 23. Februar – Tag des Verteidigers des Vaterlandes
- 8. März – Frauentag
- Dritter Sonntag im März – Tag der Mitarbeiter des Handels, Werktätigen des Bereiches der haus- und kommunalwirtschaftlichen Dienstleistungen
- 27. März – Tag der Polizei und des Innenministeriums
- 1. April – Humortag
- 2. April – Tag der Völkerverständigung
- 7. April – Verkündigung
- Erster Sonntag im April – Tag des Geologen
- 12. April – Internationaler Tag der Luft- und Raumfahrt (Tag der Kosmonauten)
- Zweiter Sonntag im April – Tag der Luftabwehrtruppen
- 18. April – Tag der Schlacht auf dem Peipussee (1242)
- Dritter Sonntag im April – Tag der Wissenschaft
- 26. April – Gedenktag für die Verstorbenen bei Nuklearunfällen (An diesem Tag geschah 1986 die Katastrophe von Tschernobyl.)
- 7. Mai – Tag des Radios
- 9. Mai – Tag des Sieges
- 18. Mai – Tag der Museen
- 24. Mai – Tag der slawischen Schrift und Kultur
- Letzter Sonntag im Mai – Tag des Chemiearbeiters
- 27. Mai – Tag der Bibliotheken
- 28. Mai – Tag der Grenztruppen Russlands
- 1. Juni – Internationaler Kindertag
- 8. Juni – Tag der Sozialarbeiterin
- 6. Juni – Puschkin-Tag
- Zweiter Sonntag im Juni – Tag der Werktätigen der Leichtindustrie
- Dritter Sonntag im Juni – Tag der Mitarbeiter des Gesundheitswesens
- 22. Juni – Tag der Erinnerung und der Trauer
- Letzter Samstag im Juni – Tag des Erfinders und des Rationalisierers
- 27. Juni – Tag der Jugend
- Erster Sonntag im Juli – Tag der Werktätigen der See- und Binnenschifffahrt
- 2. Juli – Allerheiligen
- 8. Juli – Tag der Familie, Liebe und Treue
- 10. Juli – Tag der Schlacht bei Poltawa (1709)
- Zweiter Sonntag im Juli – Tag des Fischers. Tag der Post
- Dritter Sonntag im Juli – Tag des Metallurgen
- Letzter Sonntag im Juli – Tag der Marine
- 28. Juli – Tag der Taufe der Rus
- Erster Sonntag im August – Tag des Eisenbahners
- 2. August – Tag der Luftlandetruppen
- 6. August – Tag der Eisenbahntruppen
- 9. August – Tag des ersten Sieges der russischen Marine in der Seeschlacht bei Gangut (1714)
- 12. August – Tag der Luftwaffe
- Zweiter Sonntag im August – Tag des Bauarbeiters
- Dritter Sonntag im August – Tag der Luftfahrt
- 22. August – Tag der Flagge Russlands
- 23. August – Tag der Schlacht bei Kursk (1943)
- Letzter Sonntag im August – Tag der Bergarbeiter
- 27. August – Tag des Kinos
- 1. September – Tag des Wissens (Schulbeginn)
- Erster Sonntag im September – Tag der Werktätigen der Öl- und Erdgasindustrie
- 8. September – Tag der Schlacht von Borodino (1812)
- 11. September – Tag der Seeschlacht bei Tendra (1790)
- 13. September – Tag des Programmierers (in Schaltjahren am 12. September)
- Zweiter Sonntag im September – Tag der Panzertruppen
- 21. September – Tag der Schlacht auf dem Kulikowo Polje (1380)
- Dritter Sonntag im September – Tag der Mitarbeiter der Forstverwaltung
- Letzter Sonntag im September – Tag der Maschinenbauer
- 1. Oktober – Internationaler Tag der älteren Menschen
- 4. Oktober – Tag der Weltraumtruppen
- 5. Oktober – Welttag des Lehrers
- 23. Oktober – Tag des Werbers
- 25. Oktober – Tag des Zollbeamten
- Letzter Sonntag im Oktober – Tag der Werktätigen des Verkehrswesen
- 30. Oktober – Gedenktag für die Opfer der politischen Repressionen
- 7. November – Tag der Oktoberrevolution von 1917 (v. a. von russischen Kommunisten gefeiert, bis 2005 auch offizieller Feiertag Russlands)
- 10. November – Tag der Polizei
- 19. November – Tag der Artilleristen
- 21. November – Tag der Mitarbeiter der Steuerbehörde
- Dritter Sonntag im November – Tag der Werktätigen der Landwirtschaft und der Lebensmittelindustrie
- Letzter Sonntag im November – Muttertag
- 1. Dezember – Tag der Seeschlacht bei Sinop (1853)
- 5. Dezember – Tag des Anfangs des Konterangriffs in der Schlacht um Moskau (1941)
- 17. Dezember – Tag der strategischen Raketentruppen
- 20. Dezember – Tag des Mitarbeiters der Sicherheitsorgane
- Dritter Sonntag im Dezember – Tag des Energiearbeiters
- 24. Dezember – Tag der Eroberung von Ismajil (1790) (Normalerweise Christi Geburt)
- 27. Dezember – Tag des Retters